# AMETEK
AMETEKはアメリカ合衆国のコングロマリット。

## 概要
アメリカ合衆国を拠点として世界中で120箇所の工場と100箇所以上の販売・サービス拠点があり、約15,000人の従業員を擁する。
ほぼ毎年M&Aを繰り返しており、優秀な経営、戦略的な買収と提携、グローバルな市場拡張、新製品の投入という主要戦略に基づき、成長の見込める分野の事業を買収し、不採算部門や今後の成長の期待できない事業は売却してきた。それにより多種多様な事業を傘下に擁する。

## 代表的な事業
- 航空宇宙
- 化学製品
- 精密機械
- 分析装置

## 製品
- 測定機器
- 分析機器
- 工作機器
- 光学機器
- 精密機器
- 電子機器
- 映像機器